# OFC Etar Veliko Tarnovo
Etar Veliko Tarnovo (em búlgaro: Етър) é um clube de futebol esportivo búlgaro baseado em Veliko Tarnovo, que joga na primeira liga búlgara. A sede do clube é o Ivaylo Stadium desde 2013.